# Großriedenthal
Großriedenthal is een gemeente in de Oostenrijkse deelstaat Neder-Oostenrijk, gelegen in het district Tulln (TU). De gemeente heeft ongeveer 1000 inwoners.

## Geografie
Großriedenthal heeft een oppervlakte van 18,83 km². Het ligt in het noordoosten van het land, ten noordwesten van de hoofdstad Wenen.
Absdorf · Atzenbrugg · Fels am Wagram · Grafenwörth · Großriedenthal · Großweikersdorf · Judenau-Baumgarten · Kirchberg am Wagram · Königsbrunn am Wagram · Königstetten · Langenrohr · Michelhausen · Muckendorf-Wipfing · Sieghartskirchen · Sitzenberg-Reidling · Sankt Andrä-Wördern · Tulbing · Tulln an der Donau · Würmla · Zeiselmauer-Wolfpassing · Zwentendorf an der Donau
- Gemeinsame Normdatei: 4813916-6
- Library of Congress Control Number: no99022379
- Nationale Bibliotheek van Israël: 987007491699405171
- Virtual International Authority File: 131672775
- WorldCat: E39PBJvMDWpRqrh97XJKbVxYyd